# Харківський обліково-економічний технікум-інтернат імені Ф. Г. Ананченка
Харківський обліково-економічний технікум-інтернат імені Ф. Г. Ананченка — навчальний заклад І — II рівнів акредитації, заснований у липні 1935 року, коли у місті Харкові була відкрита перша в Україні професійно-технічна школа для інвалідів з підготовки рахівників.

## Історія закладу
Перша в Україні професійно-технічна школа для перекваліфікації інвалідів громадянської війни та праці й повернення їх до суспільно-корисної праці відкрилась у Харкові в 1935 році. Особливостями цієї школи стало те, що тут за державні кошти навчались та утримувались інваліди, проходячи курс лікування та адаптування у суспільстві. Про це сказав так один із колишніх випускників:
|  | Ми приходимо сюди на милицях, а повертаємось на крилах. |

У грудні 1940 року Рада Народних Комісарів Української РСР реорганізувала школу у Республіканську обліково-планову школу для інвалідів, взявши її на баланс республіканського бюджету. Кількість учнів тоді становила 150 осіб. На початку німецько-радянської війни школа була евакуйована до Казахстану (м. Шимкент). Роботу школи відновили в січні 1942 року з контингентом учнів — 200 осіб. Тепер її вихованцями стали інваліди німецько-радянської війни, які після поранення та лікування не мали змоги повернутись додому. Після звільнення Харкова від німецьких окупантів у 1943 році, школа продовжила функціювати. В цей час її учнями стали інваліди німецько-радянської війни — колишні фронтовики, серед них і Герої Радянського Союзу: М. М. Андрейко, Н. Ф. Денчик, В. В. Ісаєв. З 1952 року школа носить ім'я Федора Гурійовича Ананченка. Заочне відділене в школі відкрили в 1955 році. Статус «Харківський обліково-економічний технікум-інтернат для інвалідів імені Ф. Г. Ананченка» школі було надано в 1967 році.

## Умови навчання
Навчання у Харківському обліково-економічному технікумі-інтернаті імені Ф. Г. Ананченка здійснюється за державним замовленням за спеціальностями:
- бухгалтерський облік і аудит;
- соціальна робота.

Форми навчання — денна та заочна.
На денну форму навчання приймаються тільки інваліди I, II, III груп на базі повної та неповної середньої освіти, на заочну — інваліди I, II, III груп, а також працівники системи соціального захисту населення на базі повної середньої освіти. Директором технікуму є Галкіна Ольга Андріївна, кандидат економічних наук. Навчання здійснюють викладачі-методисти, викладачі першої та вищої категорій, вихователі, реабілітологи, психологи, лікарі, юристи та інші спеціалісти. Метою колективу є навчання і виховання майбутніх спеціалістів з числа дітей з особливими потребами, залучення їх до суспільного життя і корисної праці.
В технікумі налічується 350 студентів денного та 300 — заочного відділень. Серед них є відмінники, які отримують стипендії Президента, Верховної Ради та Харківського міського голови. Навчальний корпус містить 23 предметних кабінети, бібліотека з читальною залою, актова зала на 350 місць, спортивна зала, кімната відпочинку, обрядова, їдальня, медпункт. Студенти забезпечуються гуртожитком. Студенти-інваліди денного відділення перебувають на державному утриманні, безкоштовно проживаючи в гуртожитку, маючи 4-х разове харчування та цілодобове медичне обслуговування.
Адміністрацією технікуму планується здійснення реконструкції гуртожитку та будівництво спортивно-оздоровчого комплексу.

## Досягнення студентів
Випускники технікуму беруть участь у спортивному житті держави, ставши переможцями параолімпійських ігор:
- Морозов Владислав (VII зимові Параолімпійські ігри 2002 р. у Солт-Лейк-Сіті, неодноразовий призер етапів кубку світу з лижних гонок та біатлону, майстер спорту України міжнародного класу),
- Павленко Людмила (призер чемпіонатів та кубків світу з лижних гонок та біатлону, майстер спорту України міжнародного класу),
- Удовиченко Ольга (перша і єдина в Україні жінка, яка на протезі подолала два марафони, нагороджена орденом княгині Ольги 3 ступеня),
- Войтенко А. (член збірної України з лижних гонок та біатлону),
- Хижняк Сергій (майстер спорту України міжнародного класу)[4].